# Piona pearsei
Piona pearsei är en kvalsterart som beskrevs av Marshall 1936. Piona pearsei ingår i släktet Piona och familjen Pionidae. Inga underarter finns listade i Catalogue of Life.